# ФК Текстилђар Келенфелд ШЕ
ФК Текстилђар Келенфелд ШЕ (мађ. Kelenföldi Textilgyár Sport Egyesület) је био мађарски фудбалски клуб из града Келенфелд дела Ујбуде, Будимпешта, Мађарска.

## Историја клуба
Келенфелди Текстилђар Шпорт Еђешилет је дебитовао у сезони 1948/49 мађарске лиге и завршио на задњум месту.

## Достигнућа
NB I
- учешће: |1948/49

NB II
- шампион: 1947/48, 1951

NB III
- шампион: 1940/41

## Имена клуба
- 1926–1928 Вешпаг (Vespag)
- 1928–1942 Голдбергер ШЕ
- 1942–1945 Бетлен Габор ШЕ (Bethlen Gábor SE)
- 1945–1950 Голдбергер ШЕ
- 1950–1951 Текстил Келенфелд (Kelenföldi Textil)
- 1951–1956 Вереш Лобого Келтекс (Vörös Lobogó Keltex SK)
- 1956–1968 Голдбергер ШЕ
- 1968–1988 Текстилђар Келенфелд ШЕ
- 1988–1996 Голдбергер Келенфелд ШЕ